# Universidad de San Pablo-T
La Universidad de San Pablo-Tucumán (sigla: USP-T) es una universidad privada laica creada el 4 de julio de 2007 por decreto presidencial, siendo esta la primera laica del Noroeste Argentino y de la República Argentina.
Su prioridad es brindar las herramientas necesarias para capacitar recursos humanos pensado para el futuro con un perfil sustentable, y así sea posible el cumplimiento de los objetivos de la sociedad, a nivel cultural, político, económico, científico y por sobre todo ético.

## Ubicación
La casa de altos estudios tiene su Sede Central en la ciudad de San Miguel de Tucumán sobre Av. 24 de Septiembre, y su Campus se encuentra en la localidad de Ingenio San Pablo, de allí su nombre.

## Autoridades
Presidenta Fundación para el Desarrollo: Dra. Catalina Lonac

Rector: Dr. Ramiro Albarracín 

Vicerrector: Arq. Matías Röhmer-Litzmann 

## Institutos
La USP-T ha establecido dos campos de conocimientos estratégicos:
- Construcción de Competitividad Territorial
- Integración Regional Andina

De ello deriva la organización y diseño institucional de las actividades de formación y de Investigación en las siguientes unidades académicas:

## Instituto de Diseño, Estrategia y Creatividad
Director: D.I. Josemaría Simón 

## Instituto de Desarrollo e Innovación Tecnológica para la Competitividad
Director: Ing. Federico Pérez Zamora  

## Instituto de Estudios Sociales, Políticos y Culturales
Director: Dr. Sergio Díaz Ricci

## Oferta Académica
La Oferta Académica de la USP-T está formada por doce carreras de grado, tres tecnicaturas y diversos cursos de formación continua y capacitación docente con puntaje.

## Octubre Tecnológico
El Octubre Tecnológico es un evento que se realizó por primera vez en el año 2010.
Se trata de una instancia para acercarse a las nuevas tecnologías, y de esa forma a las demandas y ofertas del mundo actual.
Es un encuentro en el cual las empresas e instituciones que participan exponen sus experiencias, cada una con su carácter particular e innovador. También, es un espacio en el cual los alumnos de Diseño Industrial, Textil y de Indumentaria de la Universidad pueden plasmar lo que produjeron durante al año, mediante tres días que ellos adquieren para hacer su propia muestra.
El objetivo es que en un futuro el Octubre Tecnológico sea una marca posicionada, y que no sólo esté integrada a la agenda de los tucumanos, sino también a la de empresarios, productores, profesionales y estudiantes del NOA.

## Capacitación Docente
La Universidad incluye en su oferta cursos de Actualización Académica, destinados a Docentes, Directivos, Supervisores de Nivel Secundario, Docentes de Nivel Universitario y público en general. Todos ellos con puntaje docente otorgado por el AREMyC.

## Investigación en la USP-T
La Universidad ha desarrollado distintos centros con el fin de fomentar la investigación en áreas específicas.

### Centro de Salud y Calidad de Vida
Objetivo: Realizar tareas de docencia, investigación y extensión al medio comunitario y que dentro de su marco normativo se desarrollará la Carrera de Medicina, Diplomaturas de Gestión y Dirección de Servicios de Salud, Licenciatura de Enfermería, Nutrición, Rehabilitación y distintos postgrados y cursos universitarios.

### Centro de Estudios Legislativos
Objetivo: Coordinar, sistematizar y dar mayor efectividad a las distintas actividades relacionadas con la Maestría en Derecho Parlamentario que se dicta en la universidad y con el quehacer parlamentario en general.

### Centro de Recursos Hídricos y Ambientales
Objetivo:  Estudio e investigación del Derecho de Aguas y Ambiental, para contribuir de esta manera al perfeccionamiento de la legislación y la doctrina en general. Consolidar los principios Ambientales e Hídricos, con la difusión, información y actualización correspondiente.

## Proyectos de Investigación
Como resultado de la convocatoria para la presentación de Proyectos de Investigación Científica y Tecnológica subsidiados por la USP-T, en la actualidad cuenta con varios proyectos finalizados y otros tantos en ejecución por parte de docentes y alumnos.
Todos ellos fueron aprobados luego de un proceso de evaluación de calidad y pertinencia. La evaluación de calidad fue realizada por evaluadores externos del Banco Nacional de Evaluadores del Sistema Científico Nacional.
- Proyecto IC 101: Estudio de la Degradación de Clordano y Metoxicloro por Actinomycetes autóctonos.
- Proyecto IC 102: Universidad de San Pablo-T hacia un Campus sustentable.
- Proyecto IC 103: Estudio geoecológico y valoración económica de humedales de la cuenca del río Balderrama, departamento Monteros, provincia de Tucumán.
- Proyecto IC 104: Morfología paramétrica y sistemas de fabricación digital.
- Proyecto IC 105: Estudio de extractos de hierbas aromáticas como conservantes.
- Proyecto IC 106: Aislamiento de bacterias de origen lácteo y evaluación de propiedades probióticas y tecnológicas. Selección de cepas con actividad galactosidasa.
- Proyecto IC 107: Desarrollo de aglomerado de bajo costo a partir de subproductos de la caña de azúcar.
- Proyecto IC 108: Microorganismos simbiontes del tracto digestivo de Diatraea saccharalis.
- Proyecto IES 109: Estética, arte y diseño industrial: un abordaje desde la semiótica.
- Proyecto IES 110: El derecho de los pueblos ancestrales de los Valles Calchaquíes.
- Proyecto IES 111: Regulación jurídica de las emisiones de gases efecto invernadero (GEI) en el Norte Grande Argentino: El mecanismo de Desarrollo Limpio y la Tributación Ambiental.
- Proyecto IES 112: Historia, memoria e imaginarios sociales de la última dictadura militar en Tucumán, 1975-2010
- Proyecto IES 113: Observatorio de Derecho Internacional en el marco de las relaciones laborales individuales y de la seguridad social dentro del Mercosur
- Proyecto IC-201: Plan de Gestión ambiental para un campus sustentable en la Universidad de San Pablo-T
- Proyecto IC-202: Estudio agroecológico y valoración económica de nuevos humedales de la cuenca del río Balderrama. Dpto. Monteros. Provincia de Tucumán
- Proyecto IC-203: Vehículo para recicladores urbanos. Estudio para la aplicación de un sistema de transporte y de un marco jurídico que regularice el trabajo de los recolectores de cartón en la ciudad de San Miguel de Tucumán
- Proyecto IC-209: Interacción de bacterias lácteas con compuestos antinutricionales presentes en alimentos como estrategia para contrarrestar sus efectos negativos en el consumidor
- Proyecto IES-204: La protección de los derechos intelectuales relacionada con actividades de fito mejoramiento. Marco legal, económico y social de la relación Estado – Universidad – Empresa agraria
- Proyecto IES-205: Fundamentos de la evaluación de impacto ambiental – prevención y precaución. La participación ciudadana
- Proyecto IES-206: El pensamiento de Benjamín Paz y su impronta en la Corte Suprema de Justicia de la Naciòn
- Proyecto IES-207: El control preventivo como requisito del acto administrativo de contenido fiscal. Art. 80 de la Constitución de Tucumán
- Proyecto IES-208: Patrimonio, memoria, identidad y representaciones. Rescate y conservación preventiva de documentos en soporte papel

## Responsabilidad Social Universitaria
La Universidad, como parte de su política institucional, basada en la excelencia a nivel educativo, ofrece un plan de becas que brinda la posibilidad de formar parte de la comunidad académica de la USP-T.

## Becas - Universidad para Todos
En el año 2010, entre la Universidad y la Compañía Azucarera Los Balcanes, se otorgaron nuevas becas.
En el año 2011, la USP-T puso en marcha un programa de ayuda financiera: “Universidad para todos”, cuyo objetivo final es el acceso a la Universidad de San Pablo-T de todos aquellos aspirantes a las carreras cuya situación económica represente un obstáculo.